# Kenchatavalli, Hassan
Kenchatavalli là một làng thuộc tehsil Hassan, huyện Hassan, bang Karnataka, Ấn Độ.